# Martiniano Arce

Carlos Gardel, el corazón del tango (2006).

Martiniano Arce (14 de noviembre de 1939, Buenos Aires, Argentina) es un pintor argentino, uno de los máximos exponentes del estilo llamado fileteado.

## Biografía

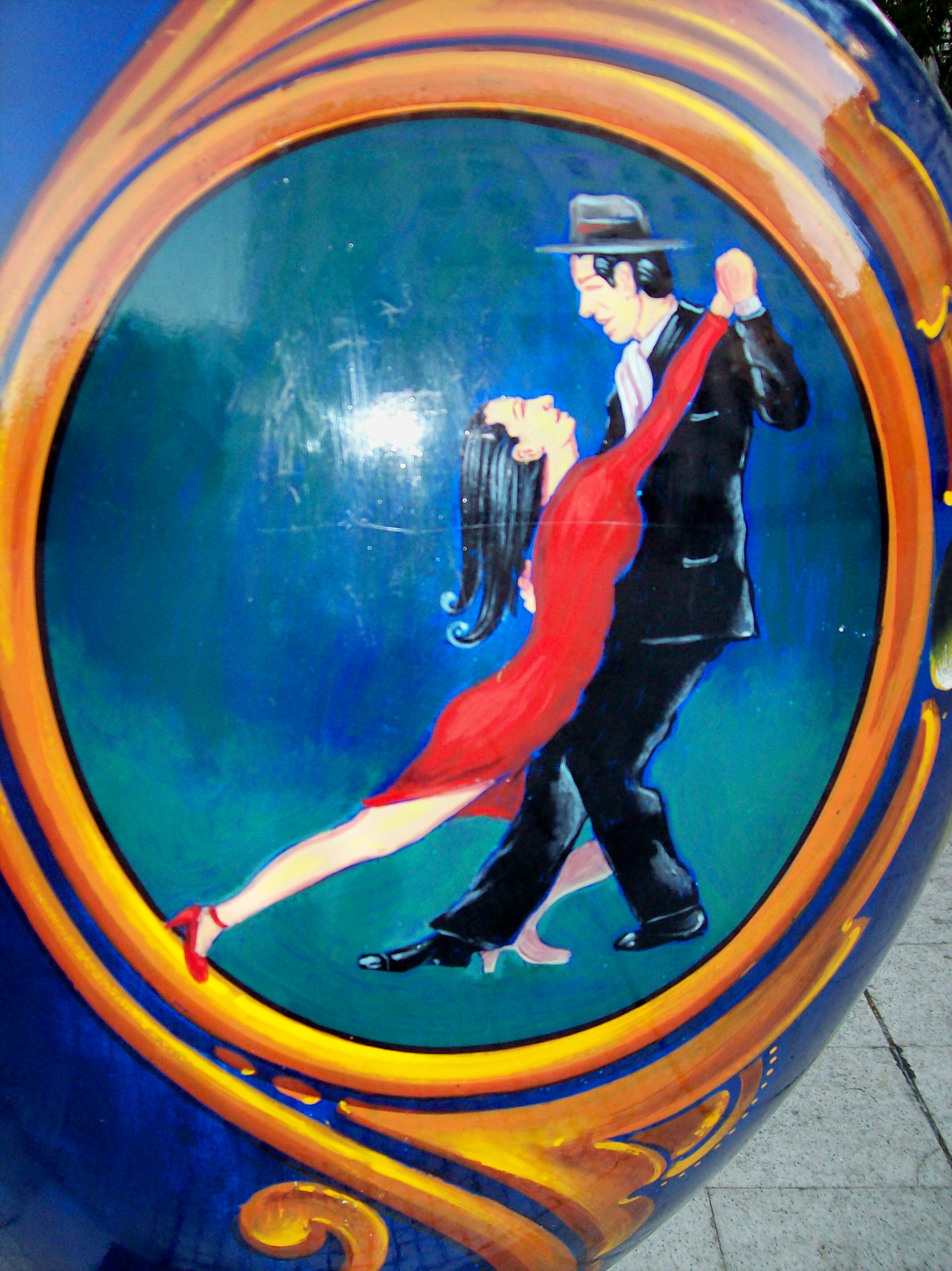
Detalle del costado de la obra Carlos Gardel, el corazón del tango.

Martiniano Arce se dedicó desde niño al típico arte porteño-tanguero del fileteado, primero en carros y luego en camiones y "colectivos".
A fines de la década del 60 aplicó la técnica del fileteado a la pintura de tela, denominando a ese estilo "filetismo", con temas vinculados al tango y la cultura gauchesca. En 1971 realizó la primera exposición de un artista individual sobre fileteado, en la galería "Numen y Forma", de San Telmo
En 1994 publicó el libro "Palabras sobre Ruedas" (Ed. Colihue) donde recopila las frases que suelen acompañar los filetes en los camiones, colectivos y carros de Buenos Aires. En 2006 publicó el libro El Arte del Filete, con 140 de sus obras.

## Obra
Entre la extensa obra de Martiniano Arce merece destacarse:
- La tapa del disco "Fabulosos Calavera", del grupo de rock argentino Los Fabulosos Cadillacs, ganador del Premio Grammy en 1998. (ver aquí)
- Los cuadros pintados con Antonio Berni, expuestos en la Galería Bonino de Nueva York.
- La botella de dos metros de altura de Coca Cola para los Juegos Olímpicos de Atlanta 1996.

## Curiosidades
- El tango Don Martiniano, del poeta Hamlet Lima Quintana y música de Emilio J. de la Peña, se refiere a Martiniano Arce.